# Consistórios de Gregório VII
Esta entrada reúne a lista completa dos consistórios para a criação de novos cardeais presididas pelo Papa Gregório VII, com a indicação de todos os cardeais criados dos quais há informação documental (31 novos cardeais em 9 consistórios). Os nomes são colocados em ordem de criação.

## 1073
1. Regizzo, criado cardeal-bispo de Sabina (falecido em 1078)
2. Eudes de Lagery, O.S.B.Clun., Prior do mosteiro de Cluny; criado cardeal-presbítero (título desconhecido); posteriormente eleito Papa Urbano II em 12 de março de 1088; morreu em 1099; beatificado em 1881
3. Conone, Can.Reg.O.S.A .; criado cardeal-presbítero de Santa Anastácia (falecido em 1123)
4. Deusdedit, criado cardeal-presbítero de São Pedro Acorrentado (falecido em 1098 ou em 1099)
5. Benedetto Cao, criado cardeal-presbítero de Santa Praxedes (falecido em 1087)
6. Jean, criado cardeal-presbítero dos Santos Silvestre e Martinho nos Montes.
7. Raniero Raineri de Bleda, O.S.B.Clun., Abade do mosteiro de Santos Lourenço e Estevão fora dos muros (em Roma); criado cardeal-presbítero de São Clemente; posteriormente eleito Papa Pascoal II em 13 de agosto de 1099; morreu em 1118; beato
8. Natrone, criado cardeal-presbítero (título desconhecido)
9. João, criado cardeal-presbítero de São João e São Paulo (falecido antes de 1088)
10. Éven, O.S.B., abade do mosteiro de Saint-Mélaine (Rennes); criado cardeal-diácono (diaconia desconhecida) (morto em 1081)
11. Gregório, criado cardeal-diácono (diaconia desconhecida) (falecido em 1086)
12. João, criado cardeal-diácono (diaconia desconhecida)
13. Gregório, criado cardeal-diácono (diaconia desconhecida) (morreu cerca de 1085)

## 1074
1. Giovanni, bispo de Viviers; criado cardeal-presbítero (título desconhecido)

## 1075
1. Gratian, criado cardeal-presbítero (título desconhecido) (falecido em maio de 1086)
2. Falcão, criado cardeal-presbítero de Santa Maria além do Tibre (falecido antes de junho de 1079)
3. Inocente, criado cardeal-presbítero (título desconhecido)
4. Bonsignore, criado cardeal-presbítero (título desconhecido) (falecido em 1085)
5. Crescenzio, criado cardeal-diácono (diaconia desconhecida)
6. Licinius Savelli, criado cardeal-diácono de São Jorge em Velabro (falecido antes de 1088)
7. Berardo, criado cardeal-diácono de Santo Adriano no Fórum (falecido em 1115)

## 1076
1. Pietro Damiano, junior, O.S.B.Cam., criado cardeal-diácono (diaconia desconhecido) (falecido após março de 1091)

## 1077
1. Bento, criado cardeal-presbítero de Santa Pudenciana (falecido após maio de 1125)
2. Desiderio, criado cardeal-presbítero de Santa Praxedes (falecido antes de 1099)
3. Peter, criado cardeal-presbítero (título desconhecido)

## 1078
1. Gregório, criado cardeal-bispo de Sabina (falecido antes de 1086)
2. Richard de Milhau, O.S.B; criado cardeal-presbítero (título desconhecido) (morreu 1121)

## 1080
1. Giovanni Minuto, criado cardeal-bispo de Labico (falecido depois de abril de 1094)
2. Estevão, criado cardeal (desconhecido se presbítero ou diácono)

## 1084
1. Gebizo, O.S.B., bispo de Cesena; criado cardeal-presbítero (título desconhecido) (morreu depois de março de 1097)

## 1085
1. Azzo, criado cardeal-presbítero (título desconhecido) (falecido antes de 1124)